# As Aventuras de Poliana
As Aventuras de Poliana é uma telenovela brasileira que foi produzida e exibida pelo SBT em 16 de maio de 2018 até 13 de julho de 2020 em 564 capítulos. Substituiu Carinha de Anjo e foi substituída pela reprise de Chiquititas, por causa dos impactos da COVID-19. Originalmente seria substituída por Poliana Moça. 
Baseada no livro infantil Pollyanna, escrito por Eleanor H. Porter em 1913, foi adaptada por Íris Abravanel, com colaboração de Carlos Marques, Danilo Castro, Fany Nogueira, Grace Iwashita, Gustavo Braga e Marcela Arantes, supervisão de texto de Rita Valente, sob direção geral de Reynaldo Boury. Esta é terceira adaptação brasileira da obra, visto que a Rede Tupi apresentou uma em 1954 e outra em 1956, Pollyana, foi a primeira telenovela infantil da história da teledramaturgia.
Conta com Sophia Valverde, Igor Jansen, Larissa Manoela, João Guilherme, Thaís Melchior, Murilo Cezar, Victor Pecoraro e Dalton Vigh nos papéis principais da trama.
Em 2022, foi exibida uma continuação, Poliana Moça, desta vez centrada na adolescência da protagonista, baseada no livro Pollyanna Grows Up.

## Antecedentes e contexto
Pollyanna é um best-seller de 1913 de Eleanor H. Porter (1868-1920) que é considerado um clássico da literatura infantil. O nome da personagem se tornou um termo popular na psicologia e sociologia, inspirando o síndrome de Poliana para alguém de perspectiva excessivamente otimista, cujo acaba se prejudicando por esperar demais das situações. O livro foi um sucesso tão grande que Porter logo produziu uma sequência, Pollyanna Grows Up (1915), falando sobre a adolescência da personagem. Posteriormente onze sequências de Pollyanna, conhecidas como Glad Books, foram publicadas mais tarde, escritas por Elizabeth Borton e Harriet Lummis Smith, e outras obras derivadas ou inspiradas surgiram, como Pollyanna Plays the Game, escrita por por Colleen L. Reece em 1997. Desde 2013 a obra já se encontra em domínio público.
Pollyanna foi adaptada para o cinema e a televisão várias vezes. Em 1920 no filme mudo estrelada por Mary Pickford. A versão de 1960 da Disney foi estrelada pela atriz-mirim Hayley Mills, que ganhou um Oscar especial pelo papel. O canal japonês Fuji Television produziu o anime de Pollyanna em 1986 e a estadunidense NBC exibiu um telefilme denominado Polly em 1989 estrelado por Keshia Knight Pulliam. No Brasil, foram duas versões adaptadas por Tatiana Belinky na Rede Tupi. uma em 1954 com 12 capítulos semanais, foi a primeira novela infantil da teledramaturgia. A segunda versão foi Pollyana que ficou no ar entre 9 de outubro de 1956 e 17 de janeiro de 1957, Verinha Darcy interpretou a personagem nas duas versões. Na época ainda não existia um método de gravação de videoteipe, sendo que a telenovela era transmitida ao vivo e apenas duas vezes por semana, todas as terças e quintas-feiras a partir das 19h35. Em pouco tempo a trama se tornou o produto de maior repercussão da emissora.

## Enredo
Poliana (Sophia Valverde) é uma menina extrovertida de 11 anos que viajava o Brasil com seus pais, Lorenzo (Lázaro Menezes) e Alice (Kiara Sasso), na trupe de teatro Vagalume. A garota vê seu mundo mudar completamente quando seus pais morrem, fazendo com que ela seja obrigada a ir morar em São Paulo com sua tia Luísa (Thaís Melchior), uma mulher fria e severa, a qual ela não conhecia e que não queria cuidar dela, embora sinta que é sua obrigação pela alma de sua irmã. Apesar das atitudes rígidas da tia – como impor inúmeras regras e impedir seus dons artísticos – Poliana encontra na empregada Nanci (Rafaela Ferreira) e no jardineiro Antonio (Jitman Vibranovski) uma verdadeira amizade. Aos poucos a garota começa a conhecer seus vizinhos: Sr. Pendleton (Dalton Vigh) é um homem misterioso e que ninguém conhece o passado; a rabugenta Dona Branca (Lilian Blanc) que vive reclamando da vida; Gleyce (Maria Gal) e Arlete (Letícia Tomazella) vivem em pé de guerra, embora seus maridos, Ciro (Nando Cunha) e Lindomar (Ivan Parente), sejam bons amigos; além de Afonso (Victor Percoraro), desejado por todas as mulheres mas que é apaixonado por Luísa. O que Poliana nem imagina é que o padeiro do bairro, Durval (Marat Descartes), é seu tio, rejeitado por Luísa por a ter abandonado em um momento difícil.
Poliana vai estudar no colégio da acolhedora Ruth (Mirian Ryos) e fica imediatamente amiga de Luigi (Enzo Krieger) e Kessya (Duda Pimenta), embora tenha que lidar com as vilanias de Filipa (Bela Fernandes), Éric (Lucas Burgatti), e Hugo (Henry Fiuka), sobrinho de Afonso, além da professora Débora (Lisandra Parede), que detesta crianças. Ainda há o clubinho formado por Mário (Theo Medon) e os gêmeos Gael (Vinícius Siqueira) e Benício (Kauan Siqueira), que investigam os casos curiosos da vizinhança, sendo o maior desejo de Lorena (Pietra Quintela) entrar para o grupo. Na cidade grande, ainda, Poliana reencontrará João (Ígor Jansen), amigo que fez em sua última viagem com a trupe teatral e que foi embora do sertão rumo a capital paulista em busca de realizar seus sonhos também. Entre os adolescentes está Mirela (Larissa Manoela), que sonha em ser famosa a qualquer custo, e tem que enfrentar a ira de Brenda (Flavia Pavanelli), a garota mais popular do colégio e que não aceita perder o posto. Além disso, sua amizade com Raquel (Isabella Moreira) fica balançada quando as duas se apaixonam por Guilherme (Lawrran Couto) – embora quem goste verdadeiramente de Mirela seja Vini (Vincenzo Richy), considerado feio por sua aparência desleixada e dentes tortos. A vida deles ainda vira de cabeça para baixo com a chegada de Luca (João Guilherme), um YouTuber rebelde que coloca a escola de cabeça para baixo.
Ainda há outras histórias, como de Sérgio (Guilherme Boury) e Joana (Daniela Paschoal), pais de Mário e Luigi, que passaram a vida escondendo que são casados, uma vez que a empresa que trabalham não permite relacionamentos internos. Glória (Clarisse Abujamra) é presidente do Comitê do Laço Azul, que organiza eventos beneficentes na escola, sendo mãe de Marcelo (Murilo Cezar) e Roger (Otávio Martins), dois irmãos de personalidade opostas – o primeiro é um bondoso professor e namorado da venenosa Débora, enquanto o segundo é inescrupuloso e com sede de poder, casado com a fútil Verônica (Mylla Christie). Tendo que enfrentar todos os dilemas de uma nova vida na cidade grande, Poliana decide aplicar o "jogo do contente", ensinado por seus pais, que consiste em ter uma visão positiva de tudo, mesmo nos momentos de dificuldade.

## Elenco
| Intérprete              | Personagem                                                 |
| ----------------------- | ---------------------------------------------------------- |
| Sophia Valverde         | Poliana D'Ávila Andrade / Poliana D'Ávila Pendleton (Poli) |
| Igor Jansen             | João Barros da Silva / Bento Goulart Vasconcelos           |
| Thaís Melchior          | Luísa D'Ávila                                              |
| Milena Toscano          | Luísa D'Ávila                                              |
| Murilo Cezar            | Marcelo Pessoa                                             |
| Dalton Vigh             | César Pessoa Pendleton / Otto Monteiro (Senhor P.)         |
| Bela Fernandes          | Filipa Pessoa                                              |
| Lawrran Couto           | Guilherme Pessoa                                           |
| Bel Moreira             | Raquel D’Ávila Rios                                        |
| Larissa Manoela         | Mirela Delfino                                             |
| Otávio Martins          | Roger Pessoa II                                            |
| Otávio Martins          | Roger Pessoa I (Flashback: Episódio 413)                   |
| Mylla Christie          | Verônica Pessoa                                            |
| Victor Pecoraro         | Afonso Moraes                                              |
| Lisandra Parede         | Débora Pavão                                               |
| João Guilherme          | Luca Della Torre (Luca Tuber)                              |
| Duda Pimenta            | Kessya Soares                                              |
| Enzo Krieger            | Luigi Vinhedo Antunes                                      |
| Théo Medon              | Mario Vinhedo Antunes                                      |
| Pietra Quintela         | Lorena D'Ávila Rios                                        |
| Vinícius Siqueira       | Benício Ferreira                                           |
| Kauan Siqueira          | Gael Ferreira                                              |
| Alanys Santos           | Paola                                                      |
| Manuela Kfouri          | Ester                                                      |
| Valentina Oliveira      | Letícia                                                    |
| Mary Oliveira           | Mavi                                                       |
| Camilly "Mily" Oliveira | Malu                                                       |
| Myrian Rios             | Ruth Goulart                                               |
| Lucas Burgatti          | Eric Mascarenhas Von Burgo                                 |
| Henry Fiuka             | Hugo Franco Moraes                                         |
| Flávia Pavanelli        | Brenda Castanheira Telles                                  |
| Gracielly Junqueira     | Gabriela (Gabi)                                            |
| Davi Campolongo         | Bento                                                      |
| Clarisse Abujamra       | Glória Pessoa                                              |
| Letícia Cannavale       | Cláudia Ferreira                                           |
| Bia Lanutti             | Yasmin Ferreira                                            |
| Daniela Paschoal        | Joana Vinhedo Antunes                                      |
| Lílian Blanc            | Branca Delfino                                             |
| Rafaela Ferreira        | Nanci Delfino                                              |
| Pedro Lemos             | Waldisney da Silva (Rato)                                  |
| Guilherme Boury         | Sérgio Antunes                                             |
| Marat Descartes         | Durval D'Ávila                                             |
| Maria Gal               | Gleyce Soares                                              |
| Vitor Brito             | Jefferson Soares                                           |
| Nando Cunha             | Ciro Soares                                                |
| Eduardo Semerjian       | Salvador Daqui                                             |
| Jitman Vibranovski      | Antônio Novaes                                             |
| Gabriela Saadi          | Violeta Novaes                                             |
| Letícia Tomazella       | Arlete Gomes                                               |
| Ivan de Souza           | Lindomar Gomes                                             |
| Vincenzo Richy          | Vinícius Gomes                                             |
| Gabriela Petry          | Sophie                                                     |
| Emílio Farias           | Iuri                                                       |
| Cris Carniato           | Fernanda D'Ávila Rios                                      |
| Raquel Bertani          | Nadine                                                     |
| Paulo Américo           | Henrique Oliver                                            |
| Luccas Papp             | Luriclayton (Mosquito)                                     |
| Vyni Takahashi          | Zóio                                                       |
| Gil Teles               | Júlio Souza / Walter Elias (Falcão)                        |
| Elina de Souza          | Heloísa Oliver (Helô)                                      |

### Participações especiais
| Intérprete          | Personagem                         |
| ------------------- | ---------------------------------- |
| Felipe Folgosi      | Luciano Ferreira                   |
| Mira Souza          | Isadora D'Ávila                    |
| Raíssa Chaddad      | Carla Orsini Lamenza               |
| Tiago Abravanel     | Sr. Gigantoso                      |
| Kiara Sasso         | Alice D'Ávila Andrade              |
| Lázaro Menezes      | Lorenzo Andrade                    |
| Carla Fioroni       | Carla (assistente social)          |
| Matheus Fagundes    | Marcelo Pessoa (jovem)             |
| Ivo Müller          | Osvaldo Delfino                    |
| Luciana Vidal       | Josefa Barros da Silva             |
| Helder Sossa        | Tião Barros da Silva               |
| Miguel Nader        | Celso Paranhos                     |
| Diego Campagnolli   | Maquiador profissional             |
| Maria Cavalcante    | Úrsula                             |
| Tatsu Carvalho      | Paulo Mascarenhas Von Burgo        |
| Daniela Dams        | Bernadete Delfino                  |
| Sara Vidal          | Luísa D'Ávila (jovem)              |
| Wesley Schmitt      | Jerry                              |
| Ricardo Dantas      | Manoel D'Ávila                     |
| Hélio Cícero        | Delegado                           |
| Rogério Troiani     | Investigador Borges                |
| Luiz Campos         | Vendedor ambulante                 |
| Leonardo Costa      | Andarilho do sertão                |
| Ricardo Gaeta       | Segurança do Toca Toca             |
| Gutto Szuster       | Cássio                             |
| Pietro Mesquita     | Olavo Mosquito (Olavinho)          |
| Nilton Oliveira     | Vigilante sanitário Carlos Eduardo |
| Otávio Mesquita     | Ele mesmo                          |
| Arnaldo Saccomani   | Ele mesmo                          |
| João Carlos Martins | Ele mesmo                          |
| Hugo Gloss          | Ele mesmo                          |
| Hugo Bonemer        | Ele mesmo                          |
| O Rappa             | Eles mesmos                        |

## Produção
A produção de uma obra baseada no romance Pollyanna veio do SBT desde antes da estreia de Carinha de Anjo, em novembro de 2016; na ocasião, recebeu o nome temporário de As Aventuras de Pollyanna e João Feijão; a trama teve a preferência que a protagonista tivesse cerca de 11 anos, de forma a se assemelhar a obra original, com um orçamento, para alguns capítulos, estimado em 120-280 mil reais. Após a apresentação do elenco em 6 de setembro de 2017, foi realizado um workshop de aperfeiçoamento para os personagens no dia 20 do mesmo mês.
As gravações iniciaram em Fortaleza em 26 de setembro de 2017, que também tiveram cenas na praia de Mundaú, em Trairi e Quixadá. Em 9 de fevereiro de 2018, o SBT promoveu no auditório de sua sede CDT da Anhanguera, em Osasco, a primeira palestra exclusiva para os pais do elenco mirim (e parte dos jovens atores) com a participação da nutróloga Liliane Operman. Na coletiva de imprensa, que aconteceu em 8 de maio de 2018, o elenco e equipe da telenovela apresentaram um evento conduzido por Fernando Pelégio, diretor artístico do SBT. Íris Abravanel (autora da telenovela) e Reynaldo Boury (diretor-geral da telenovela) responderam perguntas dos jornalistas. Em 15 de maio de 2018, Sophia Valverde fez uma live exclusiva no Instagram e no Facebook da telenovela.
O logotipo da telenovela foi apresentado durante o Teleton em 2017. Outros programas de auditório da emissora, como Silvio Santos, Eliana, Domingo Legal, Raul Gil e The Noite com Danilo Gentili, convidaram atores da telenovela, que participavam de quadros dos programas.

### Escolha do elenco
Larissa Manoela foi reservada para a telenovela no final de 2016. Originalmente a atriz seria a protagonista, mas a direção decidiu-se por remanejá-la para outro papel, uma vez que a personagem-título no livro tem apenas 11 anos, enquanto Larissa faria 18, nunca conseguindo se passar por tão mais nova, enquanto alterar a idade da personagem iria mudar também toda a linha do tempo na história, comprometendo seu andamento. Sophia Valverde foi anunciada como a protagonista na sequência. Em janeiro de 2017 foram iniciados os testes para a escolha dos outros personagens.
Mel Lisboa foi a primeira convidada para interpretar Luísa, mas recusou por nunca conseguir se ausentar todos os dias da semana de seus compromissos no teatro. Milena Toscano – que já havia recusado um papel coadjuvante em Cúmplices de um Resgate para protagonizar O Rico e Lázaro na RecordTV – foi anunciada para o papel, e a partir do capítulo 95 foi substituída por Thaís Melchior.
Igor Rickli foi convidado para interpretar Afonso, mas preferiu renovar seu contrato com a RecordTV, passando o papel para Victor Pecoraro (após ser dispensado pelo mesmo canal). Walderez de Barros foi convidada para viver Ruth, mas decidiu continuar na TV Globo, ficando a cargo de Myrian Rios a personagem. A atriz anterior a Maria Gal, Maria Ceiça, foi convidada para interpretar Gleyce, mas recusou por ter sido situada na gestão da produtora Luminis Produções Artísticas.

#### Alterações no elenco
Em março de 2018, Milena Toscano descobriu que estava no meio de uma gravidez e por questões preventivas foi forçada a deixar o elenco, correndo o risco de comprometer o futuro de sua personagem, que fazia parte do núcleo central. Originalmente a direção planejou adiantar as cenas de Milena como Luísa o máximo possível e explicar a ausência da personagem em determinado momento como uma viagem de negócios, ou até mesmo uma gravidez repentina, porém, Íris Abravanel descartou todas essas possibilidades para que a história nunca perdesse o rumo original e para que a atriz se dedicasse à maternidade por completo, assim, tendo que deixar a trama.  Em 19 de maio de 2018, foi definido que Thaís Melchior substituiria Milena no papel de Luísa. Com a paralisação das gravações por conta da pandemia do COVID-19, a emissora nunca renovou o contrato com os atores; com isso, Melchior retornou a RecordTV para a novela Gênesis.
William Mello chegou a gravar uma participação como pai do personagem Éric, mas o ator acabou sendo aprovado na mesma semana nos testes para Jezabel, da RecordTV, optando por aceitar por se tratar de papel fixo, enquanto em As Aventuras de Poliana seriam poucos capítulos. No entanto, a direção optou por cortar as cenas e as regravá-las com Tatsu Carvalho no papel, uma vez que devido ao grande adiantamento das gravações da novela as cenas iriam ao ar apenas três meses depois.

## Exibição
As primeiras chamadas foram ao ar em março de 2018 e o lançamento oficial aconteceu no dia 24 de abril de 2018, dentro do shopping Iguatemi Fortaleza que patrocinou a gravação das primeiras semanas da novela no estado. No mesmo mês foi anunciada a data de estreia, 16 de maio de 2018, substituindo Carinha de Anjo. No entanto, a princípio as duas telenovelas foram exibidas na mesma faixa horária, das 21 horas.
A partir de 7 de junho de 2018, com o fim de Carinha de Anjo, a trama passou a ocupar em definitivo a faixa das 20h30. A trama, com a volta do Roda a Roda para a grade diária e com a mudança de horário para as 20h20, mudou mais uma vez de horário, passando para a faixa das 20h55 a partir de 11 de julho de 2018. Durante seus últimos capítulos, exibidos entre 29 de junho e 13 de julho de 2020, passou a ser exibida às 21h30, dividindo horário com os primeiros capítulos da edição especial de Chiquititas.
A novela também apresentava um compacto de cinco capítulos semanais todos os sábados, logo após o SBT Brasil. O compacto foi exibido de 19 de maio de 2018 até 12 de outubro de 2019, tendo sido substituído pelo Topa ou Não Topa com um novo horário.

### Disponibilidade
A Netflix adquiriu os direitos da novela para a estreia no catálogo em 18 de novembro de 2020 para estrear no Brasil, em Moçambique, Angola e Portugal. A trama ainda está disponível no YouTube.

### Classificação indicativa
Inicialmente teve classificação "livre para todos os públicos". Em 20 de novembro de 2018, a trama foi reclassificada pelo Ministério da Justiça para "não recomendado para menores de 10 anos", por apresentar linguagem imprópria e violência (como bullying, exposição de pessoas em situações constrangedoras e atos de preconceito).

### Reprise
Foi reapresentada de 29 de janeiro a 6 de dezembro de 2024, em 209 capítulos, substituindo Cúmplices de um Resgate ás 21h30. Com o encerramento da faixa, uma vez que a reprise foi interrompida sem exibir o seu desfecho, o horário acabou sendo ocupado por A Caverna Encantada e Chapolin. Devido a cobertura dos jogos da Copa Sul-Americana, a novela não foi ao ar nos dias 2, 9 e 23 de abril, 7 e 14 de maio, 16 e 23 de julho, 13 e 20 de agosto, 17 e 24 de setembro, 24 e 31 de outubro de 2024. Nos dias 27 de novembro e 4 de dezembro de 2024, a novela deixou de ser exibida ás quartas-feiras por conta da exibição de especiais e reprises alternativas na faixa intitulada A Quarta é Sua.

### Exibição internacional
A novela foi adquirida pela TV Miramar para exibição, tendo sido exibida desde 22 de agosto de 2020, pelo canal moçambicano na faixa das 18h45, substituindo o Fala Moçambique.

### Outras mídias
A novela se encontra disponível no serviço de streaming +SBT que antes era o SBT Vídeos na versão original, exibida pela emissora, com os 564 capítulos.

## Trilha sonora

### Faixas
| N.º            | Título                             | Artista                            | Duração |  |
| 1.             | "O Meu Nome é Poliana" (Abertura)  | Sophia Valverde                    | 2ː27    |  |
| 2.             | "Jogo do Contente"                 | Sophia Valverde                    | 2ː39    |  |
| 3.             | "Eu Só Quero um Xodó"              | Os Mirandas                        | 2ː47    |  |
| 4.             | "Telefone"                         | Pequeno Cidadão                    | 2ː41    |  |
| 5.             | "Tiro ao Álvaro"                   | Isabella Moreira                   | 2ː38    |  |
| 6.             | "Vira-Lata"                        | Igor Jansen                        | 2ː46    |  |
| 7.             | "Bate Coração"                     | Larissa Manoela e Igor Jansen      | 2ː47    |  |
| 8.             | "Senhora Tentação"                 | Larissa Manoela e Isabella Moreira | 3ː29    |  |
| 9.             | "Sorria (Você Está Sendo Filmado)" | Lawrran Couto                      | 3ː26    |  |
| 10.            | "Ando Meio Desligado"              | Gabriela Petry                     | 2ː40    |  |
| 11.            | "São Paulo Terra Querida"          | Vanessa Jackson                    | 3ː42    |  |
| 12.            | "Lalaiá"                           | Breno Miranda feat. LOthief        | 3ː30    |  |
| 13.            | "Baby"                             | Gabriela Petry                     | 2ː18    |  |
| 14.            | "Ora Pães"                         | Igor Jansen                        | 2ː50    |  |
| Duração total: | Duração total:                     | Duração total:                     | 40ː40   |  |

### Outras canções
- "Era Uma Vez" - Kell Smith
- "O Que For Mehor" - Vanessa Bumagny
- "Boy Chiclete" - Larissa Manoela
- "Trupe Vagalume" - Sophia Valverde e Igor Jansen
- "Fricote" - Lawrran Couto
- "Admirável Chip Novo" - Pitty
- "Só no Ca$h" - Francinne
- "Ela Nasceu Para Brilhar" - Gracielly Junqueira
- "Somos Quem Podemos Ser" - Greice Ive
- "Oi, Hello" - Pequeno Cidadão
- "Céu Azul" - Ana Gabriela
- "A Vida tem Dessas Coisas" - Gabriel Guerra
- "Melodia e Rima" - Alex Santiago
- "Perigosa" - Jullie e Márcia Mendonça
- "Máscara" - Mariana Pinotti

## Audiência

### Exibição original
Durante a sua estreia no dia 16 de maio de 2018 e exibida das 21h04 as 22h21, a telenovela registrou 15 pontos de média com pico de 18, segundo dados consolidados da Kantar IBOPE Media na Grande São Paulo, alcançando a vice liderança isolada para o SBT e quebrando a marca que até então pertencia a Cúmplices de um Resgate, de maior audiência de estreia de uma telenovela infantil da faixa das 20h30, desde a introdução das tramas infantis nessa faixa com Carrossel em 2012. Em alguns minutos, a trama chegou a encostar na TV Globo, que exibia uma partida de futebol no horário; a RecordTV terminou em terceiro lugar durante toda a exibição da telenovela. A hashtag #AsAventurasDePoliana chegou a liderar os trendings topics do Twitter no final de 2018. A estreia também foi bem em outras praças pelo Brasil. No Rio de Janeiro, começou com 9,3 pontos de média e pico de 11,7. Em Fortaleza, o primeiro capítulo conquistou o primeiro lugar, com 23,8 pontos de média, pico de 28,0 e share de 37%. A trama infanto-juvenil também foi líder em Goiânia, com média de 22 pontos, pico de 28 e share de 33%. A Globo terminou em segundo, com 20,5; e a RecordTV terminou em terceiro, com 10,2.
Em seu segundo capítulo, exibido em 17 de maio de 2018, a trama registrou 14 pontos na Grande São Paulo e também permaneceu na vice-liderança contra 29,5 pontos da TV Globo, que exibia a telenovela Segundo Sol, e 8 da RecordTV, que exibia a telenovela Apocalipse. Em seu terceiro capítulo, exibido em 18 de maio de 2018, a telenovela registrou 13 pontos de média e 14 de pico, e continuou na vice-liderança, mantendo o seu excelente desempenho no horário.
Com a exibição do especial contendo o compacto dos três primeiros capítulos, exibido no dia 19 de maio de 2018, a trama registrou 9 pontos de média, mas terminou o terceiro lugar encostando na RecordTV que exibia a reprise de José do Egito que nesse mesmo dia registrou 11 pontos, mas impulsionou na média das atrações seguintes na faixa de sábado à noite do SBT. Em seu quinto capítulo, exibido em 22 de maio de 2018, a trama registrou 15,7 (16) pontos de média, índice esse sem visão desde a estreia da versão brasileira de Os Ricos Também Choram, exibida em 2005 pelo SBT.
Em sua primeira semana no ar em 2018, a telenovela acumulou média de 14,6 pontos na Grande São Paulo, maior índice até então da faixa, superando as suas antecessoras. No PNT, a trama obteve média de 13 pontos, empatada com Cúmplices de um Resgate no arredondamento já que a trama aparece com 12,9 pontos.
Em 5 de junho de 2018, a telenovela voltou a bater mais um recorde histórico, chegando aos 17 pontos, índice esse também sem visão desde o penúltimo capítulo de Esmeralda em 2005. No dia seguinte, 6 de junho, a telenovela bateu outro recorde histórico de 17 pontos, com picos de 18, ficando em segundo lugar isolado e tendo sido impulsionada pelo último capítulo de Carinha de Anjo, além de encostar novamente na TV Globo, que exibia a telenovela Segundo Sol e a partida entre Grêmio e Palmeiras válida pelo Campeonato Brasileiro de Futebol. A RecordTV terminou o terceiro lugar com a telenovela Apocalipse e o Jornal da Record.
Em 7 de junho de 2018, quando a trama passou a ocupar em definitivo o horário das 20h30, a telenovela manteve seus altos índices que costumava marcar quando era exibida às 21 horas. Nesse dia, a telenovela registrou os habituais 16 pontos de média. A trama teve sua primeira menor média em 31 de dezembro de 2018 quando cravou 5 pontos. Apesar da pontuação baixa devido aos festejos da Véspera de Ano Novo, permaneceu na vice-liderança. Sua segunda menor média foi registrada em 31 de dezembro de 2019, um ano depois de seu primeiro recorde negativo, agora cravando apenas 4,2 pontos.
Em 8 de março de 2019, a novela sofreu sua primeira derrota para a RecordTV em um dia comum (não considerando os melhores momentos dos três primeiros capítulos exibido em 19 de maio de 2018). Apesar de ter empatado com a emissora na média geral, a trama foi superada por Jesus, novela bíblica da RecordTV. De acordo com os dados divulgados do IBOPE, Poliana teve 11,0 pontos, enquanto que Jesus teve 11,1 pontos, apenas 0,1 décimo de diferença entre as duas atrações. Em 20 de março de 2019, a novela mais uma vez é derrotada pela Record: foram 11,9 contra 12,2 de Jesus, mas a diferença foi de 0,3 décimos. Em 22 de março de 2019, mais uma vez a vantagem ficou com Jesus, da RecordTV. Desde que Poliana teve 11,3 pontos, Jesus fechou com 11,5 e a partir daí a disputa pelo segundo lugar foi mais acirrada. Voltou a ser derrotada pela principal concorrente no dia 22 de novembro de 2019, quando registrou apenas 6,3 pontos. O principal motivo para a sua derrota foi o anúncio da morte de Gugu Liberato nas emissoras concorrentes, fato que abalou a televisão brasileira nesse dia.
A novela, completando 1 ano no ar em 16 de maio de 2019 com 262 capítulos exibidos até o momento, obteve 253 vitórias contra apenas 9 das produções da Record e obteve crescimento de 4% na média em abril, se tornando a segunda atração mais assistida do SBT e tendo sido superada pelo Programa Silvio Santos.
Em seus primeiros meses, a novela registrava médias entre 14 e 16 pontos, muitas vezes se isolando na vice-liderança e algumas vezes chegando a se aproximar da TV Globo, principalmente nas quartas feiras quando tem a exibição de futebol. Porém, a partir de outubro de 2018, a novela foi perdendo público, passando a se estagnar com médias entre 10 e 12 pontos. Mesmo assim, se manteve no segundo lugar, ganhando com facilidade dos dramalhões bíblicos da RecordTV. Já no segundo semestre de 2019, a novela continuou perdendo público, chegando na casa dos 9 pontos. Em outubro de 2019, perdeu o posto de programa mais visto fora da Globo para o Roda a Roda. Em dezembro de 2019, passou a ser ameaçada pela Record, quando esta lançou sua nova programação.
No ano de 2020 e, principalmente, na reta final, a novela continuou perdendo público, tendo poucos momentos na casa dos 10 pontos e passando a registrar diariamente médias na casa dos 8 pontos. Em seus últimos capítulos, passou a ficar na casa dos 7 pontos. Alguns dos principais motivos para a queda de audiência foram o período do Horário Eleitoral Gratuito em 2018 e das festas de fim de ano, fora o Horário de Verão, além do desgaste do folhetim infantil, já que a história foi perdendo o sentido, consequentemente cansando o público e o constante esticamento da reta final, o que fez com que a novela ficasse sem acontecimentos importantes na maioria das vezes.
O penúltimo capítulo registrou 8,3 pontos. O último capítulo cravou 9,3 pontos com picos de 10, se tornando a menor média de um desfecho de uma novela infantil desde 2012. Apesar da queda de audiência entre 2018 e 2020, a novela terminou com a média geral de 11,2 pontos, se tornando a segunda trama infantil mais assistida do SBT, ficando atrás apenas de Carrossel.

### Reprise
Reestreou com 4 pontos, não alterando os números do horário nobre. O segundo capítulo registrou 3,5 pontos. O terceiro capítulo registrou 4,3 pontos. O quarto capítulo registrou 4,7 pontos. Em 12 de fevereiro de 2024, bateu seu primeiro recorde com 4,9 pontos. Em 10 de abril, bateu seu segundo recorde com 5,2 pontos. Em 8 de maio, bateu seu terceiro recorde com 5,4 pontos.
Sua última exibição, em 6 de dezembro de 2024, registrou 3,8 pontos. Fechou com a média geral de 4,1 pontos.

## Produtos licenciados
No início de 2018, foram lançados produtos como a boneca da protagonista; existem também investimentos em CD, DVD, material escolar, roupas e brinquedos.

## Filme
Em julho de 2019, foi confirmado pelo SBT a adaptação para o cinema da telenovela. A produção foi autorizada a captar recursos utilizando a Lei do Audiovisual, que permite que pessoas físicas e jurídicas tenham abatimento ou isenção de tributos desde que direcionem recursos a projetos audiovisuais aprovados na Ancine. Na portaria publicada no Diário Oficial da União, o filme poderá captar até R$7,5 milhões. O filme é produzido pela Panorâmica (em coprodução com o SBT) e distribuído pela Warner Bros. Pictures. Foi lançado em 2023.

## Problemas judiciais

### Acusação de plágio
Em outubro de 2019, o SBT foi condenado a pagar uma indenização de R$ 700 mil aos artistas plásticos Luca Bastolla e Maria Carolina Mello por plágio de pinturas usadas em um cenário da telenovela. A alegação foi de que os gráficos visíveis na fachada da Escola Ruth Goulart, que são imagens de "um coração e raios" e lava, são semelhantes aos produzidos pelos artistas e sem uma consulta para reproduzirem os originais; os artistas só tiveram o conhecimento do uso dos elementos gráficos logo após a estreia.
Maria Carolina Mello citou no processo que "Pessoas que acompanham nosso trabalho nos parabenizaram pela realização da obra [na novela], sem saberem que era uma cópia". Mello contou que em 2018 tentou um contato extrajudicial com o SBT antes da abertura do processo, mas sem sucesso.

### Infração
Em 31 de outubro de 2019, a juíza Tônia Koruku, da 13ª Vara Cível de São Paulo, reconheceu que houve infração da emissora e baseou sua sentença na Lei de Direitos Autorais (9.610/98) e determinou o pagamento de R$ 500 mil por danos materiais e de R$ 200 mil por danos morais. A assessoria de imprensa do SBT disse que a emissora vai recorrer da decisão.

## Prêmios e indicações
| Ano  | Prêmio                    | Categoria                    | Indicado             | Resultado | Ref.            |
| ---- | ------------------------- | ---------------------------- | -------------------- | --------- | --------------- |
| 2018 | Meus Prêmios Nick         | Programa de TV Favorito      | Íris Abravanel       | Indicado  |                 |
| 2018 | Prêmio Contigo!           | Melhor Novela                | Íris Abravanel       | Venceu    | [ 105 ]         |
| 2018 | Prêmio Contigo!           | Melhor Atriz Coadjuvante     | Larissa Manoela      | Venceu    |                 |
| 2018 | Prêmio Contigo!           | Melhor Ator Coadjuvante      | João Guilherme Ávila | Venceu    | [ 106 ]         |
| 2018 | Prêmio Contigo!           | Melhor Artista Mirim         | Sophia Valverde      | Venceu    | [ 107 ] [ 108 ] |
| 2018 | Prêmio F5                 | Melhor Novela                | Íris Abravanel       | Venceu    |                 |
| 2018 | Prêmio F5                 | Melhor Atriz Mirim           | Sophia Valverde      | Venceu    |                 |
| 2018 | Prêmio F5                 | Melhor Atriz                 | Milena Toscano       | Indicado  |                 |
| 2018 | Prêmio F5                 | Ator Revelação               | Lawrran Couto        | Venceu    |                 |
| 2018 | Prêmio Jovem Brasileiro   | Melhor Atriz                 | Larissa Manoela      | Venceu    |                 |
| 2018 | Prêmio Jovem Brasileiro   | Melhor Ator                  | João Guilherme Ávila | Indicado  |                 |
| 2018 | Prêmio Extra de Televisão | Melhor Ator/Atriz Mirim      | Sophia Valverde      | Indicado  | [ 109 ]         |
| 2018 | Prêmio Extra de Televisão | Melhor Ator/Atriz Mirim      | Igor Jansen          | Indicado  | [ 109 ]         |
| 2018 | BreakTudoAwards           | Melhor Atriz Nacional        | Larissa Manoela      | Indicado  |                 |
| 2018 | Prêmio Área Vip           | Melhor Talento Teen ou Mirim | Sophia Valverde      | Indicado  | [ 110 ]         |
| 2018 | Prêmio Área Vip           | Melhor Talento Teen ou Mirim | Larissa Manoela      | Indicado  | [ 110 ]         |
| 2019 | Troféu Internet           | Melhor Novela                | Íris Abravanel       | Indicado  |                 |
| 2019 | Troféu Internet           | Melhor Atriz                 | Sophia Valverde      | Venceu    |                 |
| 2019 | Troféu Internet           | Melhor Atriz                 | Larissa Manoela      | Indicado  |                 |
| 2019 | Troféu Internet           | Revelação do Ano             | Igor Jansen          | Indicado  |                 |
| 2019 | Troféu Imprensa           | Melhor Novela                | Íris Abravanel       | Indicado  |                 |
| 2019 | Troféu Imprensa           | Melhor Atriz                 | Sophia Valverde      | Indicado  |                 |
| 2019 | Troféu Imprensa           | Revelação do Ano             | Igor Jansen          | Indicado  |                 |
| 2019 | Prêmio Área Vip           | Melhor Ator/Atriz Teen/Mirim | Sophia Valverde      | Indicado  | [ 111 ]         |
| 2019 | Prêmio Área Vip           | Melhor Ator/Atriz Teen/Mirim | Igor Jansen          | Venceu    | [ 111 ]         |
| 2019 | Meus Prêmios Nick         | Artista de TV Feminina       | Sophia Valverde      | Indicado  | [ 112 ]         |
| 2019 | Meus Prêmios Nick         | Artista de TV Masculino      | João Guilherme       | Venceu    | [ 112 ]         |
| 2019 | Prêmio Contigo! Online    | Melhor Ator/Atriz Mirim      | Sophia Valverde      | Venceu    | [ 113 ]         |
| 2019 | Prêmio Contigo! Online    | Melhor Atriz de Novela       | Thaís Melchior       | Venceu    | [ 113 ]         |
| 2019 | Prêmio Contigo! Online    | Melhor Ator de Novela        | Murilo Cezar         | Venceu    | [ 113 ]         |
| 2019 | Prêmio Contigo! Online    | Melhor Ator Coadjuvante      | João Guilherme       | Venceu    | [ 113 ]         |
| 2019 | Prêmio Contigo! Online    | Melhor Atriz Coadjuvante     | Larissa Manoela      | Indicado  | [ 113 ]         |
| 2019 | Prêmio Influency.me       | Kids                         | Sophia Valverde      | Venceu    | [ 114 ]         |
| 2019 | Prêmio Jovem Brasileiro   | Melhor Ator                  | Igor Jansen          | Indicado  | [ 115 ]         |
| 2019 | Prêmio Jovem Brasileiro   | Melhor Ator                  | João Guilherme       | Indicado  | [ 115 ]         |
| 2019 | Prêmio Jovem Brasileiro   | Melhor Atriz                 | Sophia Valverde      | Indicado  | [ 115 ]         |
| 2019 | Prêmio Jovem Brasileiro   | Melhor Atriz                 | Larissa Manoela      | Indicado  | [ 115 ]         |
| 2019 | Prêmio Jovem Brasileiro   | Melhor Atriz                 | Bela Fernandes       | Indicado  | [ 115 ]         |
| 2019 | Prêmio Jovem Brasileiro   | Melhor Atriz                 | Flávia Pavanelli     | Indicado  | [ 115 ]         |
| 2019 | Prêmio Jovem Brasileiro   | Melhor Programa de TV        | Íris Abravanel       | Venceu    | [ 115 ]         |